# 沃克雷尼鄉
45°19′N 28°12′E / 45.317°N 28.200°E
沃克雷尼鄉（羅馬尼亞語：Comuna Văcăreni, Tulcea），是羅馬尼亞的鄉份，位於該國東南部，由圖爾恰縣負責管轄，面積53平方公里，海拔高度18米，2002年人口2,362，人口密度每平方公里44人。